# Бокер (Жер)
Боке́р (фр. Beaucaire) — коммуна во Франции, находится в регионе Юг — Пиренеи. Департамент — Жер. Входит в состав кантона Валанс-сюр-Баиз. Округ коммуны — Кондом.
Код INSEE коммуны — 32035.

## География
Коммуна расположена приблизительно в 580 км к югу от Парижа, в 90 км западнее Тулузы, в 27 км к северо-западу от Оша.
По территории коммуны протекает река Баиз.

## Климат
Климат умеренно-океанический. Лето жаркое и немного дождливое, температура часто превышает 35 °С. Зимой часто бывает отрицательная температура и ночные заморозки. Годовое количество осадков — 700—900 мм.

## Население
Население коммуны на 2010 год составляло 286 человек.
| 1962 | 1968 | 1975 | 1982 | 1990 | 1999 | 2010 |
| ---- | ---- | ---- | ---- | ---- | ---- | ---- |
| 387  | 345  | 312  | 297  | 305  | 277  | 286  |

## Администрация
| Период | Период | Фамилия              | Партия       | Примечания |
| ------ | ------ | -------------------- | ------------ | ---------- |
| 2001   | 2008   | Мари-Тереза Кастадер | Разные левые |            |
| 2008   | 2020   | Реймонд Барт         |              |            |

## Экономика
В 2010 году среди 172 человек трудоспособного возраста (15—64 лет) 115 были экономически активными, 57 — неактивными (показатель активности — 66,9 %, в 1999 году было 70,6 %). Из 115 активных жителей работали 109 человек (63 мужчины и 46 женщин), безработных было 6 (2 мужчин и 4 женщины). Среди 57 неактивных 16 человек были учениками или студентами, 28 — пенсионерами, 13 были неактивными по другим причинам.

## Достопримечательности
- Замок Пардайан